# 卡漢主義

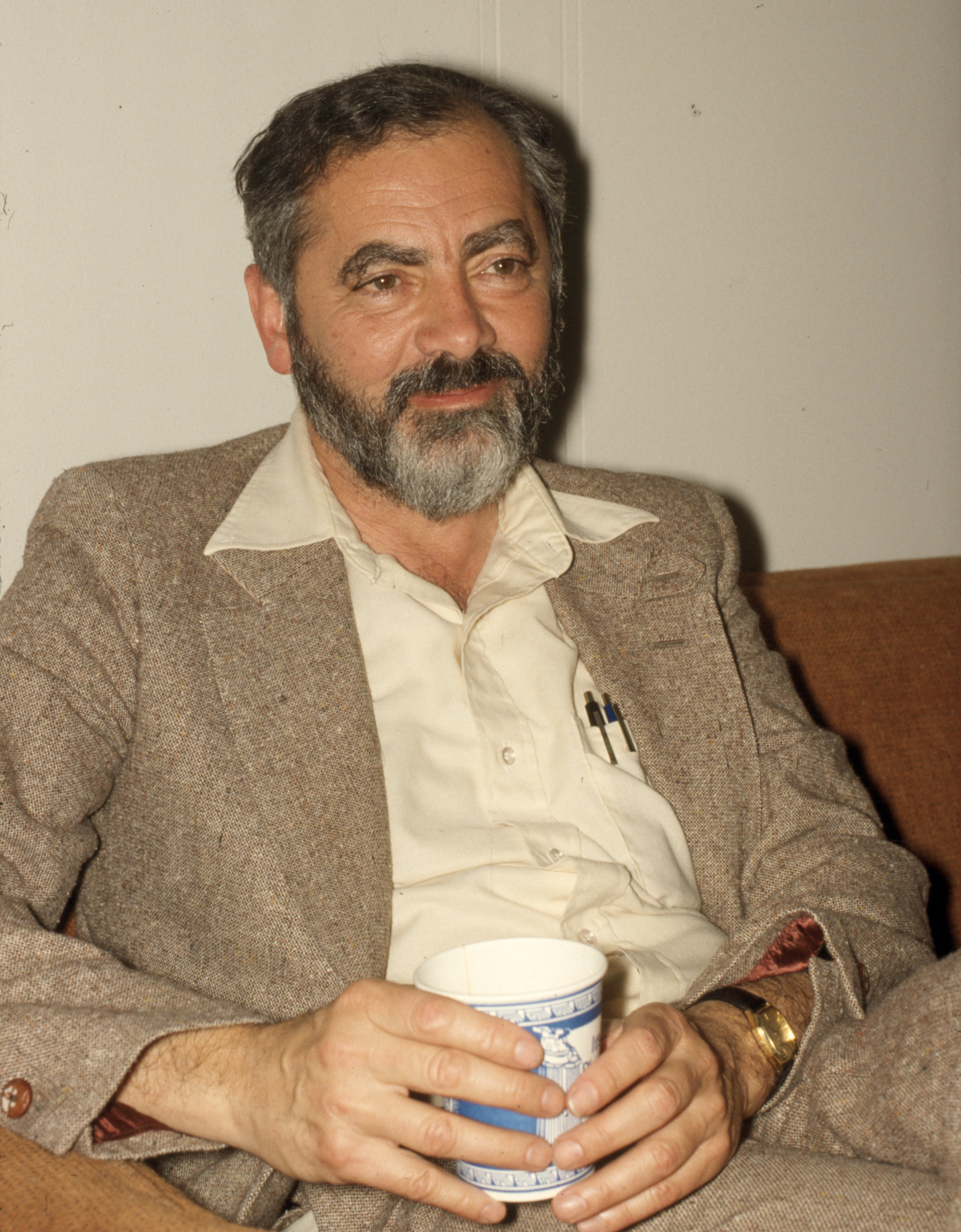
卡漢主義源於梅爾·卡漢的觀點與主張

卡汉主义（希伯來語：‎ ) 是宗教錫安主義中的一種觀點，卡漢主義由以色列犹太保卫同盟及凯煦创始人梅爾·卡漢的觀點發展而來。
梅爾·卡漢认为，阿拉伯裔以色列人是犹太人和以色列的敌人，他認為应该建立一个非犹太人没有投票权的犹太教神权国家。  梅爾·卡漢提议以色列国应该执行邁蒙尼德版的哈拉卡，根据梅爾·卡漢的提議，希望繼續在以色列定居的非犹太人將被視為“外来居民”，他們的政治权利將被剝奪。那些不愿接受这种身份的人将被驅逐出以色列。 
以卡漢主義作為意識形態的凯煦已被以色列政府取締。 
一些不支持卡漢主义的人認為卡漢主义其實是一種新法西斯主義 。国土报、+972杂志等报纸都明确表示卡漢主义就是法西斯主义。联合国人权事务高级专员办事处認為卡漢主义“总体上诋毁阿拉伯人，尤其是巴勒斯坦人”。 反對卡漢主义的人士認為卡哈尼主义者主張暴力扩张、极端种族主义和极端民族主义。 梅爾·卡漢关于“敌人就在内部”的主张根本就和典型的法西斯主義分子差不多。 
梅爾·卡漢终其一生都否认这些指控，反而称他的反對者为“左派”和“法西斯分子”。 他把自己为争取以色列民族纯粹性而进行的斗争比作犹太人在納粹大屠殺期间為反抗法西斯势力进行的斗争。 